# Martin Weissenborn
Martin Weissenborn (* 16. August 1984 in Heilbronn) ist ein deutscher Chemiker und Professor für Bioorganische Chemie an der Martin-Luther-Universität Halle-Wittenberg (Institut für Chemie).

## Leben und Karriere
Martin Weissenborn wuchs in der Nähe von Hamburg in Nottensdorf auf. Er studierte Chemie zunächst an der Christian-Albrechts-Universität zu Kiel. In einem Auslandsjahr an der schwedischen Universität Lund schloss er seinen Master of Science mit Arbeiten in der Gruppe von  Ola Wendt (Kreuzkupplungschemie) und Ulf Ellervik (Glykowissenschaften) ab. Anschließend fertigte er seine Diplomarbeit in Kiel in der Arbeitsgruppe von Thisbe Lindhorst (Glykowissenschaften) an. 2009 ging er mit einer Marie-Curie-Förderung zur Promotion zu Sabine Flitsch ans Manchester Institute of Biotechnology und befasste sich mit Self-Assembling Monolayers und deren Funktionalisierung und Analytik. Dem folgte ein Post-Doc bei Bernhard Hauer an der Universität Stuttgart und den Arbeiten mit Enzymen in der Biokatalyse mit Fokus auf P450 Monooxygenasen und Carben-Transfer-Chemie. Nach einem Forschungsaufenthalt an der ETH Zürich bei Donald Hilvert nahm Martin Weissenborn 2016 den Ruf auf eine W1-Juniorprofessur für Bioorganische Chemie in einer gemeinsamen Berufung der Martin-Luther-Universität Halle-Wittenberg und dem Leibniz-Institut für Pflanzenbiochemie in Halle an. 2023 wurde er auf die W2-Professur für Bioorganische Chemie berufen.
Martin Weissenborn ist Urenkel des Physikochemikers  Karl Fredenhagen (Universität Greifswald), Neffe des Physikers Klaus Fredenhagen (Universität Hamburg) und Cousin des Physikers Stefan Fredenhagen (Universität Wien).

## Werk
Sein vorrangiges Forschungsinteresse ist die von Frances Arnold begründete und 2018 mit dem Nobelpreis ausgezeichnete Gerichtete Evolution. Unter Einsatz der Gerichteten Evolution befasst er sich insbesondere mit hydroxylierenden Enzymen. Der Fokus liegt dabei auf den unspezifischen Peroxygenasen (UPOs), welche in der Lage sind, nicht-aktivierter Kohlenstoffe sehr effizient und hochselektiv zu hydroxylieren. Die Arbeitsgruppe von Martin Weissenborn war in der Lage, effiziente Mutagenese-Techniken basierend auf der Golden-Gate-Klonierung (Golden Mutagenesis), neue Expressionssysteme in Hefen und Hochdurchsatz-Screening-Methoden zu entwickeln. Mithilfe dieser Methoden konnten unspezifische Peroxygenasen durch die Gerichtete Evolution zu chemo- und regioselektiven Umsetzungen entwickelt werden. In Kooperation mit Wolfgang H. Binder wurde der erste enzymatische Abbau von synthetischen Polyisoprenen mit einem signifikanten trans-Anteil umgesetzt. Protein-Engineering von dem untersuchten Enzym LcpK30 oder anderen Rubberoxygenasen wurde in der Kooperation erforscht und zeigte minimale Aktivitäten für den Abbau von synthetischen Polymeren ohne natürliche Analoga. 